# Streptanus marginatus
Streptanus marginatus är en insektsart som beskrevs av Carl Ludwig Kirschbaum 1858. Streptanus marginatus ingår i släktet Streptanus och familjen dvärgstritar. Arten är reproducerande i Sverige. Inga underarter finns listade i Catalogue of Life.